# 76-й меридіан східної довготи
76-й меридіан східної довготи — лінія довготи, що лежить на 76 градуси східніше Гринвіцького меридіана. Вона проходить від Північного полюса через Північний Льодовитий океан, Азію, Індійський океан, Південний океан та Антарктиду до Південного полюса.
76-й меридіан східної довготи формує велике коло разом із 104-тим меридіаном західної довготи.

## Список географічних об'єктів, що перетинає 76° сх. д.
Починаючи на Північному полюсі та рухаючись до Південного полюса, 76-й меридіан східної довготи проходить через:
| Координати                                                 | Країна, територія або море | Примітки |
| ---------------------------------------------------------- | -------------------------- | --- |
| 90°0′ пн. ш. 76°0′ сх. д. / 90.000° пн. ш. 76.000° сх. д.  | Північний Льодовитий океан | |
| 81°6′ пн. ш. 76°0′ сх. д. / 81.100° пн. ш. 76.000° сх. д.  | Карське море               | Проходить західніше острова Візе[ru], Росія |
| 73°31′ пн. ш. 76°0′ сх. д. / 73.517° пн. ш. 76.000° сх. д. | Росія                      | Проходить через острів Вількицького[ru] |
| 73°30′ пн. ш. 76°0′ сх. д. / 73.500° пн. ш. 76.000° сх. д. | Карське море               | Проходить західніше острова Неупокоєва[ru], Росія |
| 71°53′ пн. ш. 76°0′ сх. д. / 71.883° пн. ш. 76.000° сх. д. | Росія                      | Проходить через Гиданський півострів |
| 71°52′ пн. ш. 76°0′ сх. д. / 71.867° пн. ш. 76.000° сх. д. | Гиданська губа             | |
| 71°11′ пн. ш. 76°0′ сх. д. / 71.183° пн. ш. 76.000° сх. д. | Росія                      | Проходить через Гиданський півострів |
| 69°15′ пн. ш. 76°0′ сх. д. / 69.250° пн. ш. 76.000° сх. д. | Тазівська губа             | |
| 68°58′ пн. ш. 76°0′ сх. д. / 68.967° пн. ш. 76.000° сх. д. | Росія                      | |
| 54°13′ пн. ш. 76°0′ сх. д. / 54.217° пн. ш. 76.000° сх. д. | Казахстан                  | Проходить через озеро Балхаш |
| 42°56′ пн. ш. 76°0′ сх. д. / 42.933° пн. ш. 76.000° сх. д. | Киргизстан                 | |
| 40°23′ пн. ш. 76°0′ сх. д. / 40.383° пн. ш. 76.000° сх. д. | КНР                        | Сіньцзян — проходить через Кашгар |
| 36°28′ пн. ш. 76°0′ сх. д. / 36.467° пн. ш. 76.000° сх. д. | Пакистан                   | Гілгіт-Балтистан — претендує Індія — приблизно на 11 км |
| 36°22′ пн. ш. 76°0′ сх. д. / 36.367° пн. ш. 76.000° сх. д. | КНР                        | Сіньцзян — приблизно на 8 км |
| 36°17′ пн. ш. 76°0′ сх. д. / 36.283° пн. ш. 76.000° сх. д. | Пакистан                   | Гілгіт-Балтистан — претендує Індія — приблизно на 14 км |
| 36°10′ пн. ш. 76°0′ сх. д. / 36.167° пн. ш. 76.000° сх. д. | КНР                        | Сіньцзян — приблизно на 16 км |
| 36°1′ пн. ш. 76°0′ сх. д. / 36.017° пн. ш. 76.000° сх. д.  | Пакистан                   | Гілгіт-Балтистан — претендує Індія |
| 34°38′ пн. ш. 76°0′ сх. д. / 34.633° пн. ш. 76.000° сх. д. | Індія                      | Ладакх — претендує Пакистан Джамму та Кашмір — претендує Пакистан Гімачал-Прадеш Пенджаб Хар'яна Раджастхан Хар'яна Раджастхан Хар'яна Раджастхан Мадг'я-Прадеш Махараштра Карнатака Керала |
| 10°36′ пн. ш. 76°0′ сх. д. / 10.600° пн. ш. 76.000° сх. д. | Індійський океан           | |
| 60°0′ пд. ш. 76°0′ сх. д. / 60.000° пд. ш. 76.000° сх. д.  | Південний океан            | |
| 69°33′ пд. ш. 76°0′ сх. д. / 69.550° пд. ш. 76.000° сх. д. | Антарктида                 | Проходить через Австралійську антарктичну територію (претендує Австралія) |